# Чорнорудка (станція)
Чорнору́дка — проміжна станція Козятинської дирекції Південно-Західної залізниці (Україна), розташована на дільниці Козятин I — Фастів I між зупинними пунктами Білосілля (відстань — 4 км) і Вчорайше (8 км). Відстань до ст. Козятин I — 19 км, до ст. Фастів I — 74 км.
Розташована на околиці села Чорнорудка Ружинського району.
Відкрита 1870 року. 1964 року лінію, на якій розташовано станцію, було електрифіковано.

## Селище залізничної станції
Станом на 17 грудня 1926 року селище залізничної станції значилося в підпорядкуванні Чорнорудської сільської ради Вчорайшенського району Бердичівської округи. У 1930 роках селище зал. станції Чорнорудка включене до складу новоутвореного селища радгоспу Стаханівський.